# Lac Vert (Luchon)
Pour les articles homonymes, voir Lac Vert.
Le lac Vert est un lac des Pyrénées, sur la commune de Castillon-de-Larboust,, proche de Bagnères-de-Luchon dans la Haute-Garonne (région Occitanie).
Il se situe dans la haute-vallée du Lis.

## Toponymie
Le mot « vert » renvoie à la couleur verte de ses eaux, il existe d'ailleurs dans les Pyrénées d'autres lacs du même nom comme le lac Vert dans la vallée de Lesponne.

## Géographie

### Topographie
Le lac est situé à une altitude de 2001 mètres dans la vallée du Lis, à l'est du Cirque des Crabioules.

### Hydrographie
Le lac a pour émissaire le Lis.

## Voies d'accès
Haut lieu de balade pyrénéenne, accessible depuis la vallée du Lys,,.

## Photos

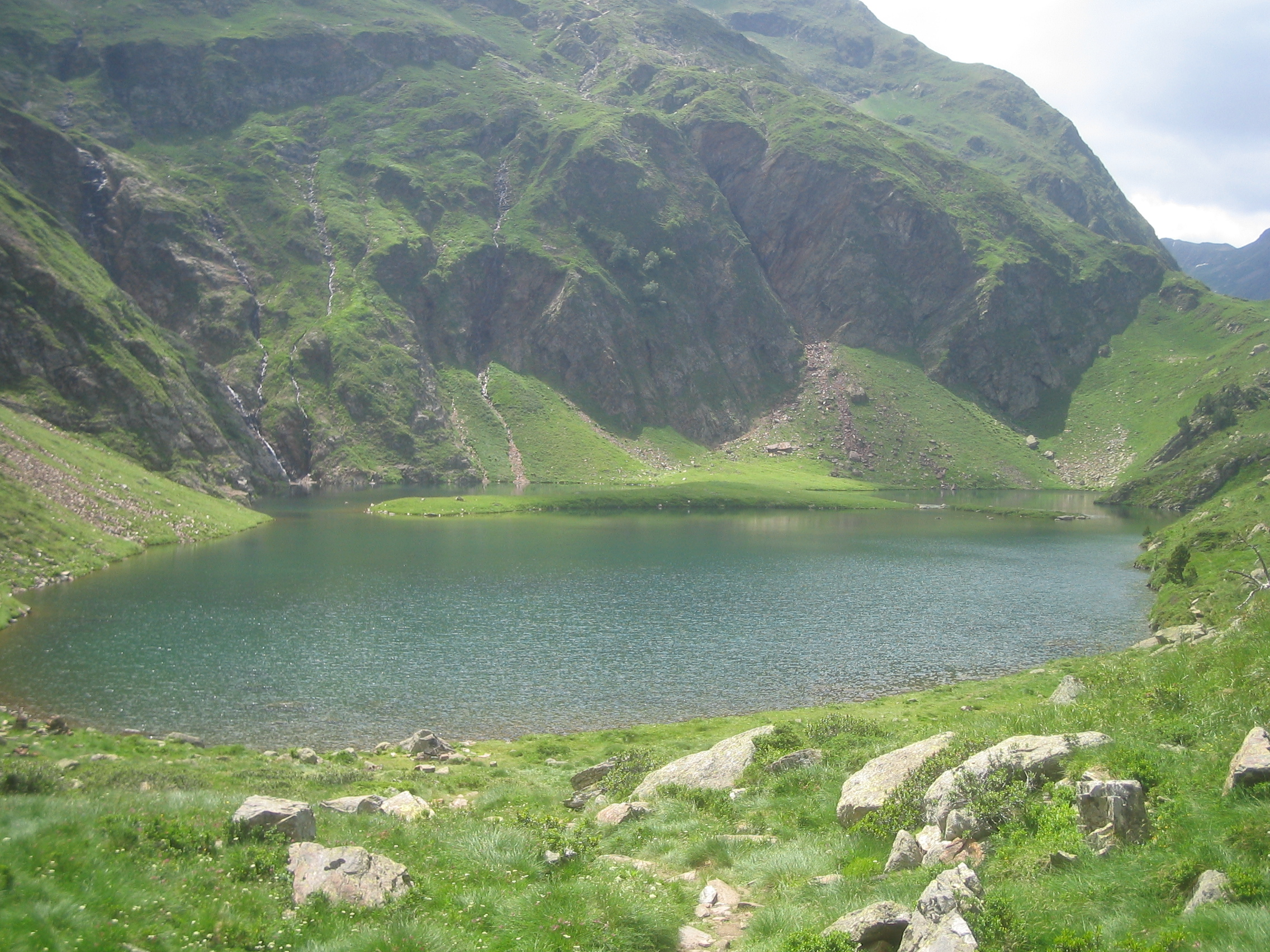
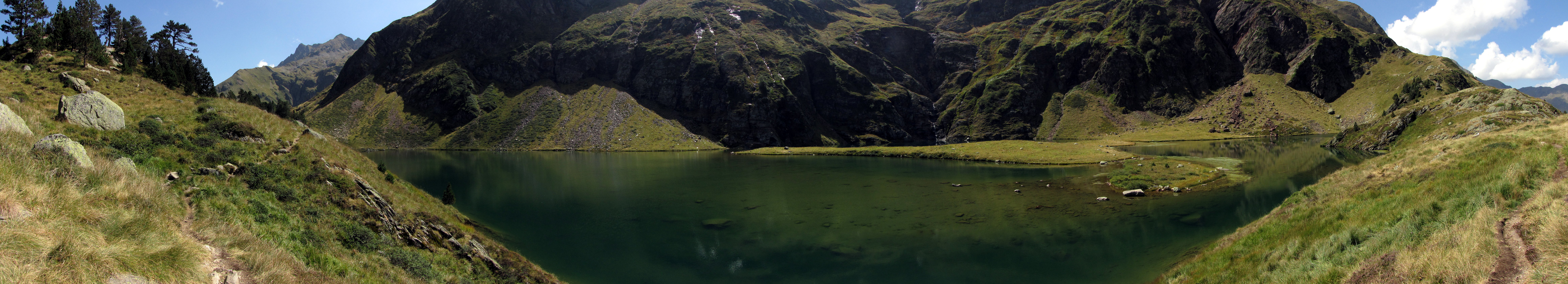
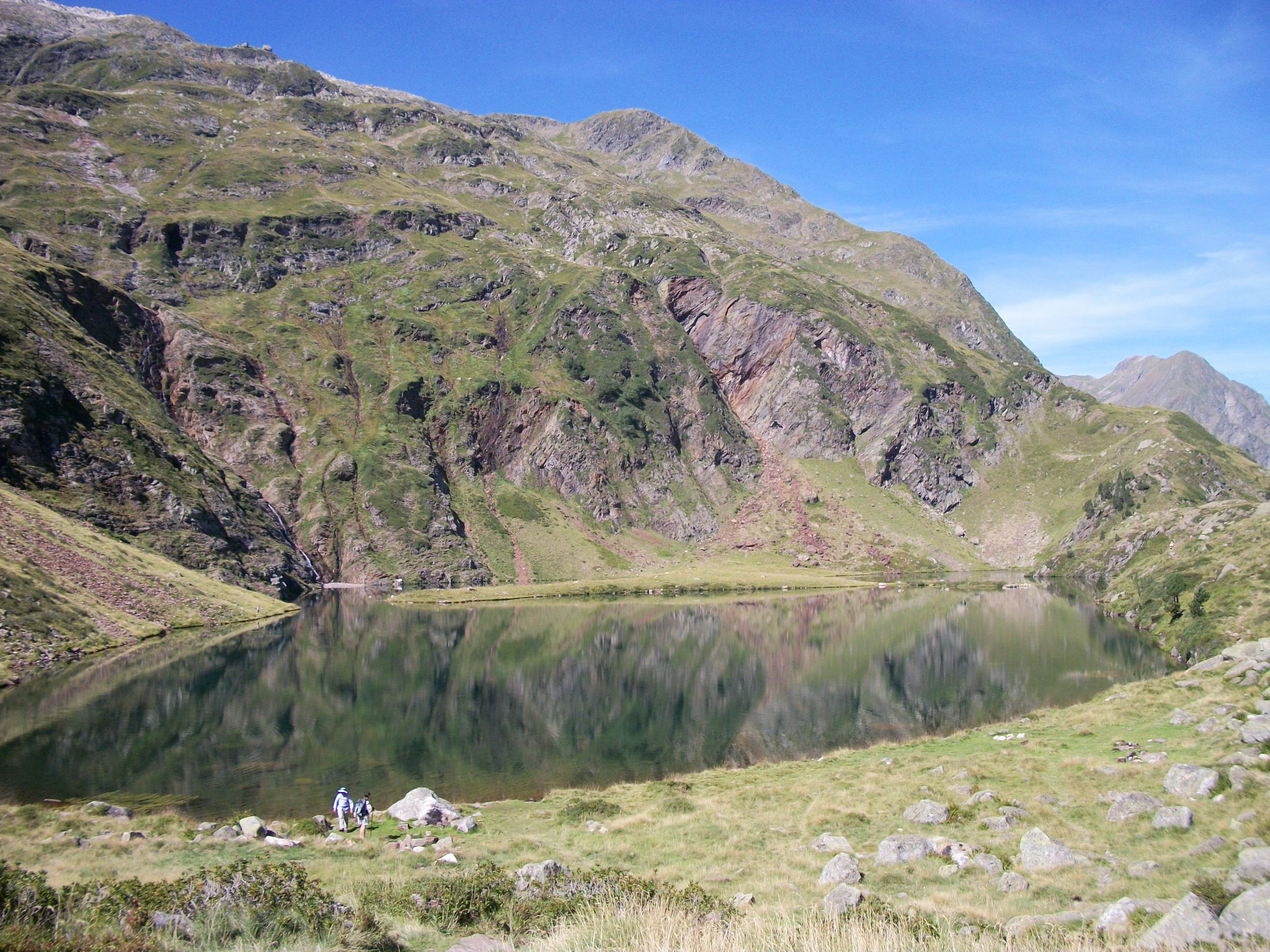
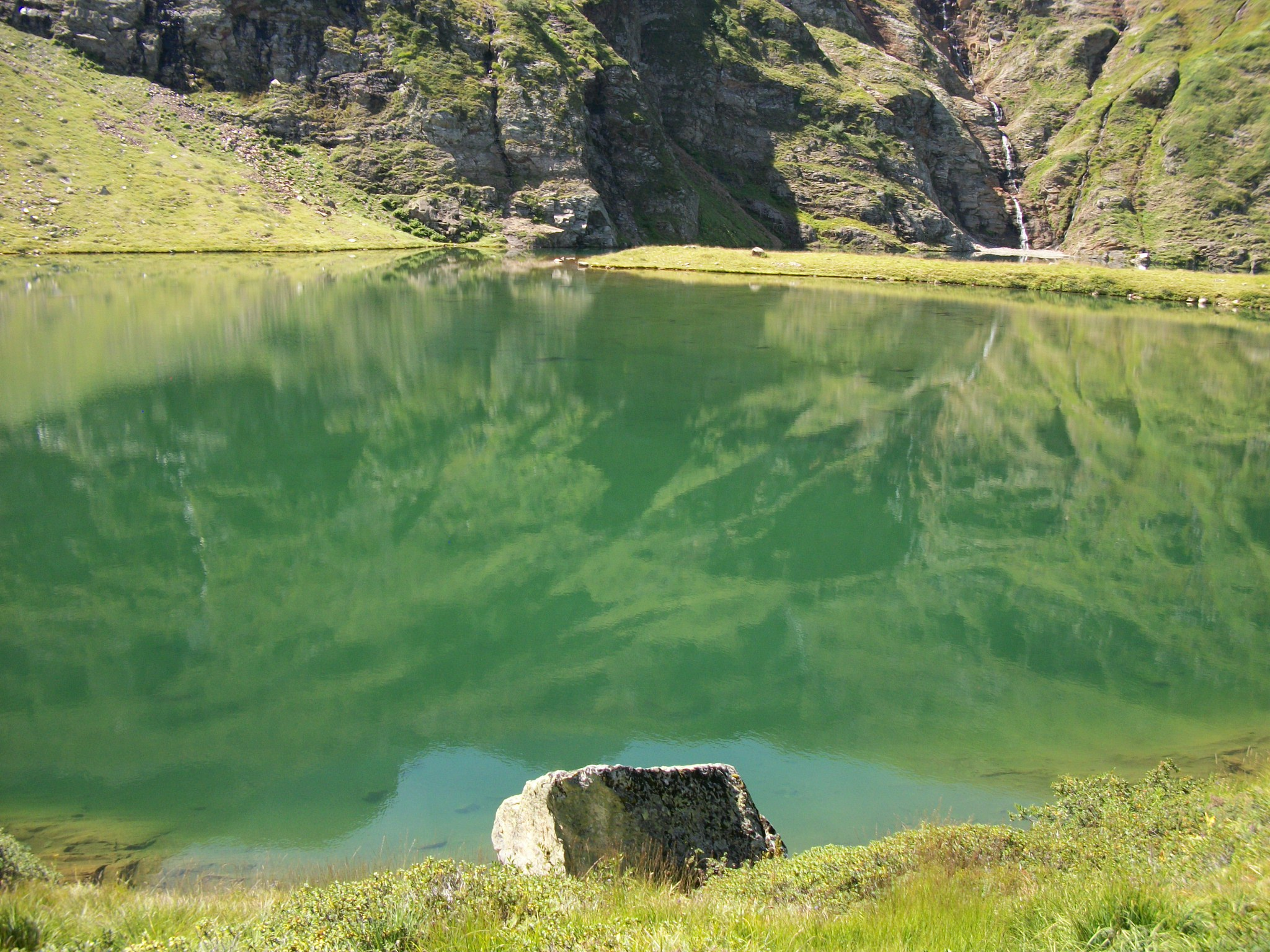
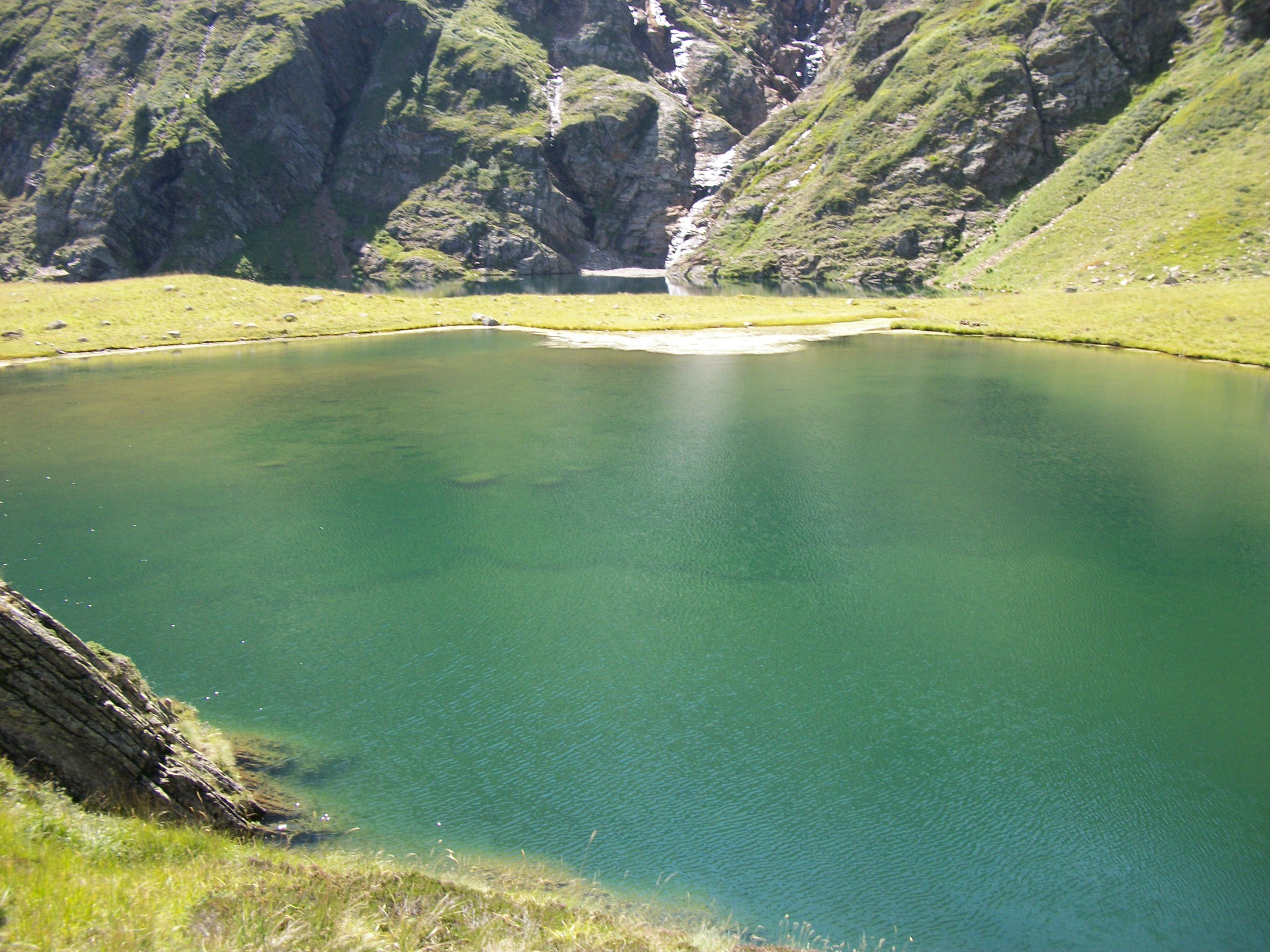
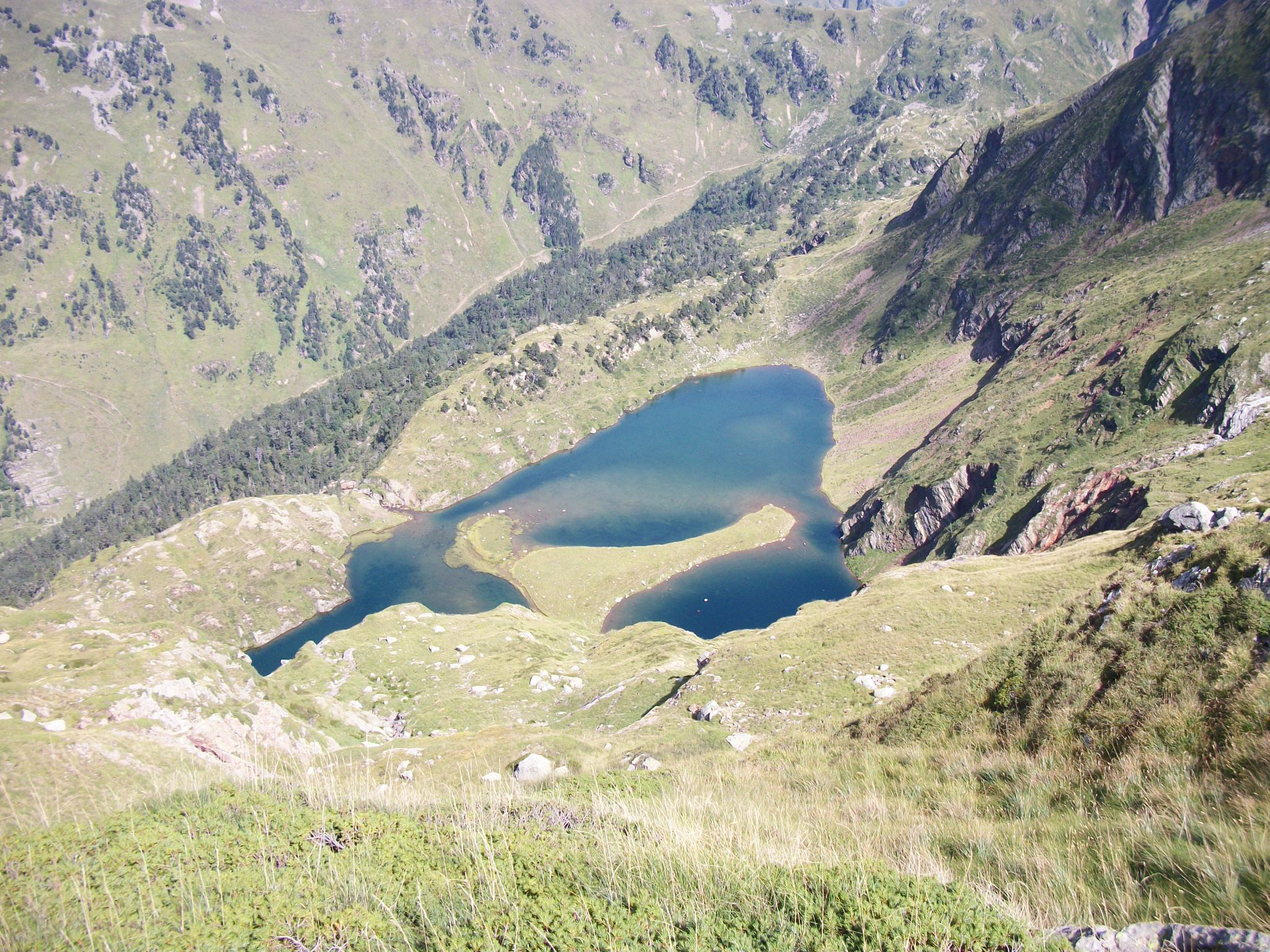
Photo du Lac Vert prise en hauteur sur le chemin menant au Lac Bleu
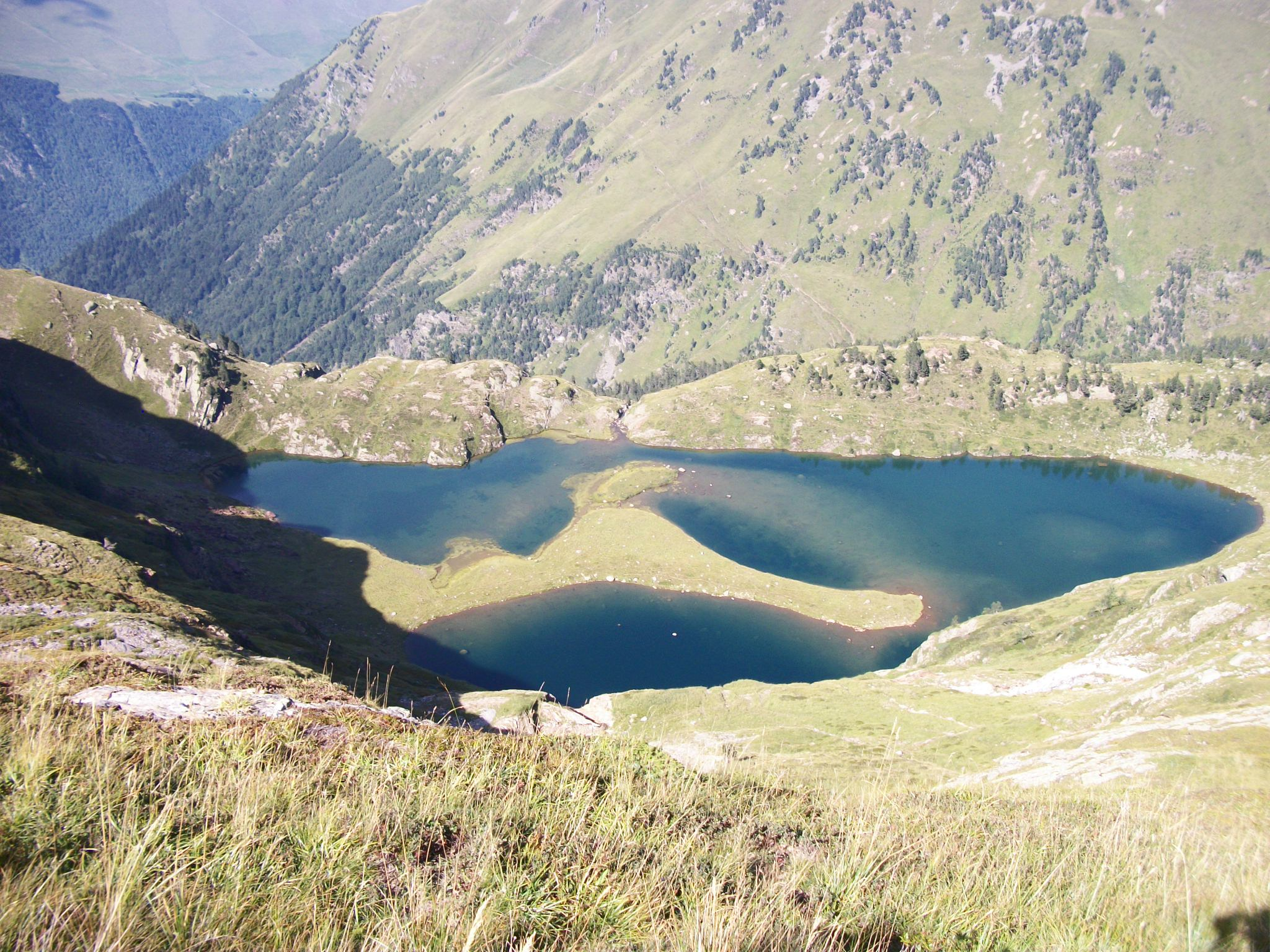
Photo du Lac Vert prise en hauteur depuis le Lac Bleu

## Protection
Le lac Vert est situé sur la zone Natura 2000 de la Haute Vallée de la Pique classé en zone spéciale de conservation depuis 2007 sur une superficie de 8 251 hectares.

### Articles externes
- Lac Vert sur randozone.com
- Lac Vert sur lacsdespyrenees.com
- Carte topographique du « lac Vert à l'échelle 1:100000 » sur Géoportail (consulté le 6 novembre 2018).